# Princ od Vranje
Stefan Zdravković (Vranje, Sérvia; 29 de setembro de 1993), conhecido profissionalmente como Princ od Vranje ou simplesmente Princ, é um cantor sérvio. Representou a Sérvia no Festival Eurovisão da Canção de 2025 com a música «Mila».

## Biografia
Stefan Zdravković nasceu em Vranje e desde 2002 mora em Belgrado. Foi campeão nacional sérvio e vice-campeão de caraté, e também competiu pela seleção nacional. No ensino secundário, aos 15 anos, começou a tocar música, quando fundou a banda Šesta Žica com os seus amigos. É filólogo de profissão, tendo-se formado no Departamento de Línguas, Literatura e Cultura Escandinavas, Língua Norueguesa, na Faculdade de Filologia da Universidade de Belgrado.

## Carreira
Princ canta, toca violão e bateria. Desde 2016, é o vocalista da banda Sisyphus. Em 2020, foi escolhido para o papel principal na ópera rock Jesus Christ Superstar, de Andrew Lloyd Webber e Tim Rice, organizada pelo Centro Cultural da Cidade Universitária.
Participou em muitos festivais, como o Slavyanski Bazaar na Bielorrússia. Princc também foi o vencedor do Concurso Internacional de Música River Notes na Bulgária e também venceu um dos maiores festivais de música em Malta. Além dos já mencionados, participou também de festivais no Cazaquistão, Lituânia, Itália e Espanha. Princ escreveu a música "Lepo moje Vranje", que foi cantada por seu amigo Đorđe Popović. No Glasat na Bulgaria, entre 4.000 candidatos, entrou no top 12, ou seja, nas semifinais, em 2021.